# Sveti Danijel, Dravograd
Sveti Danijel este o localitate din comuna Dravograd, Slovenia, cu o populație de 419 locuitori.